# Подія Міяке
Подія Міяке — це потужний спалах космічного випромінювання. Походження та причини різкого збільшення активності космічних променів наразі невідомі. Спалахи супроводжуються, зокрема, збільшенням ізотопу вуглецю-14 (14C) у кільцях дерев, із чого випливає, що такі події можна датувати методами дендрохронології.
Події Міяке відбуваються в середньому кожні 1000 років. Останні такі виверження відбулися приблизно в 7176 році до н. е., у 5410 році до н. е., 5259 році до н. е., 663 році до н. е., 774 році н. е. та в 993—944 роках н. е.
Згідно з дослідженнями австралійського фізика Бенджаміна Поупа (Benjamin Pope), деякі зі спалахів короткочасними, інші тривали роками. За словами Поупа, якщо такий спалах відбудеться в наш час, він справить величезний вплив на глобальну інфраструктуру, як-от супутники, інтернет-кабелі та електромережі.

## Відкриття
Група японських учених, яка аналізувала методом прискореної мас-спектрометрії (AMS) активність вуглецю-14 у деревних кільцях японського кедра, виявила різкий стрибок активності радіовуглецю в кільцях, що утворилися в 774—775 роках. Це зростання (1,2 % на рік, у 20 разів більше за звичайні зміни) було настільки високим, що в статті, опублікованій 14 червня 2012 року в журналі Nature, автори заявили про неможливість пояснення такого стрибка концентрації радіоактивного вуглецю в атмосфері ні великим сонячним спалахом, ні появою наднової. Першою в списку авторів повідомлення була вказана аспірантка Нагойського університету Фуса Міяке (Fusa Miyake), тому такі події дістали назву події Міяке.
Незабаром такий самий стрибок у річних кільцях, що відносяться до цього самого року, було виявлено в дубі з Німеччини, модрині з Ямалу, сосні з Каліфорнії та пізніше в дерев із низки інших регіонів. Додаткова кількість вуглецю-14, що з'явилася внаслідок зазначеної події, в усередненні по поверхні Землі становила (1,1…1,5) × 108 атомів/см2. За іншою інформацією, загальна кількість атомів вуглецю-14, що виникла внаслідок події 774 року, становила (9,6 ± 0,5) × 1026, або загалом близько 22 кг, тобто в (3,2 ± 0,2) рази більше, ніж у середньому виникає в земній атмосфері за рік у звичайних умовах.
Фізики показали, що стрибок такої інтенсивності все-таки можна пояснити сонячним спалахом, але дуже сильним — найсильнішим за останні тисячоліття. Гіпотези про падіння комети або близький спалах наднової були спростовані. Гляціологи підтвердили реальність цієї події після виявлення сплеску концентрацій космогенних ізотопів берилію-10 (10Be) і хлору-36 (36Cl), виявлених в антарктичних і гренландських крижаних кернах.
У 2013 році з'явилася ще одна стаття Фуси Міяке з двома співавторами, у якій повідомлялося про виявлення аналогічного, але трохи меншого стрибка концентрації вуглецю-14 у 994 році. Пізніше відбулося уточнення датування подій: сплеск вуглецю-14 у 774 році (червень — серпень) і сплеск вуглецю-14 у 993 році (лютий — червень). Кількість вуглецю-14, що виникла в результаті події 993 року, оцінено в (5,3 ± 0,5) × 1026 атомів (в 1,8 ± 0,2 раза більша за їхню середню генерацію за рік).
У 774 і 993 роках у хроніках відзначалися спостереження небесних явищ, які можуть бути інтерпретовані як полярні сяйва в низьких широтах (Німеччина, Ірландія, Корея).
Групи дослідників зі США та Китаю виявили ще кілька подібних подій у більш далекому минулому. Усі вони були об'єднані під назвою події Міяке.
У 2019 році було опубліковано свідоцтва ще однієї величезної сонячної бурі приблизно в 660 році до н. е., яку можна порівняти з подіями 774—775 і 993—994 років. Ймовірно, полярне сяйво під час цього спалаху було зафіксовано в ассирійських записах.
У 2021 році відкрили ще дві події Міяке, вони відбулися в 7176 і 5259 роках до н. е.
Подія Міяке 774 року була використана, наприклад, при встановленні методом дендрохронології сезону і року початку будівництва фортеці Пор-Бажин.